# Administrativna podjela Latvije
Latvija ima političku ili administrativnu i povijesnu ili kulturnu podjelu. Prema administrativnoj reformi Latvije, koja je na snagu stupila 1. srpnja 2009. godine, Latvija je umjesto dotadašnjih 26 distrikta, koji su bili prvi razred administrativne podjele, podijeljena na devet gradova pod izravnom državnom upravom ili tzv. "republikanske gradove" (latvijski: Republikas pilsētas), koji izravno odgovaraju državi, ali za unutarnje poslove imaju gradsko vijeće i gradonačelnika kao predstavnika vlasti. Drugi razred podjele čini 110 župa (latv. pagasti, plural) i pet puta više općine (latv. novadi, plural).

## Republički gradovi
| Redni broj | Ime "republičkog grada" |
| ---------- | ----------------------- |
| 1.         | Daugavpils              |
| 2.         | Jēkabpils               |
| 3.         | Jelgava                 |
| 4.         | Jūrmala                 |
| 5.         | Liepāja                 |
| 6.         | Rēzekne                 |
| 7.         | Rīga                    |
| 8.         | Valmiera                |
| 9.         | Ventspils               |

## Vanjske poveznice
- (let.) Broj stanovnika u Latvijskim župama  Arhivirana inačica izvorne stranice od 18. travnja 2016. (Wayback Machine)